# Louis De Geer (1705-1758)
Louis De Geer, född 11 juli 1705 i Haag, död 7 juni 1758 i Risinge församling, Östergötlands län, var en svensk godsägare.

## Biografi
Louis De Geer föddes 1705 i Haag. Han var son till brukspatronen Jean Jacques De Geer och Jaquelina Cornelia van Assendelft. De Geer blev 10 november 1730 auskultant i bergskollegium och 5 augusti 1737 kammarherre. Han fick sedan titeln överintendent. De Geer lät uppföra två flyglar vid Finspångs slott 1742. Han avled 1758 på Finspångs slott i Risinge församling.
De Geer ägde gårdarna Finspångs slott, Stjärnvik och Ekeön i Risinge socken och Johannisbergs säteri i Tjällmo socken.

### Familj
De Geer gifte sig första gången 20 december 1730 med friherrinnan Eva Christina Oxenstierna af Eka och Lindö (1699–1750). Hon var dotter till kammarherren Åke Oxenstierna af Eka och Lindö och Jeanne Elisabet De Geer. De fick tillsammans barnen fänriken Louis De Geer (1731–1758) vid livgardet, Jacquelina Cornelia De Geer (1732–1733), överkammarherren Jean-Jacques De Geer (1737–1809) och Fredrika Eleonora De Geer (1741–1742).
De Geer gifte sig andra gången 7 juli 1751 på Finspångs slott med Eva Elisabet Ekfelt. Hon var dotter till konduktören Samuel Ekfelt och Maria Bratt. De fick tillsammans barnen Charlotta Lovisa De Geer (1752–1779) som var gift med översten Adolf Fredrik Stackelberg och Beata Sofia De Geer (1755–1787) som var gift med hovmarskalken Fredrik Ulrik von Friesendorff.